# Claudine Bories
Claudine Bories est une réalisatrice française née à Paris le 20 juillet 1952.

## Biographie
Claudine Bories est née dans un milieu populaire. Son père, sur lequel elle a réalisé le film Portrait imaginaire de Gabriel Bories, était ouvrier mécanicien. Sa mère, d'origine aveyronnaise, était "montée" à Paris pour être serveuse.
À l'âge de seize ans, elle quitte le lycée pour jouer au TNP Roses rouges pour moi de Seán O'Casey sous la direction de Jean Vilar.
Elle rejoint ensuite Bernard Sobel dans ses premières expériences théâtrales au Théâtre de Saint-Denis, puis l'équipe de Gabriel Garran qui créé à Aubervilliers le Théâtre de la Commune.
C'est là qu'elle monte plusieurs spectacles poétiques, autour de Maïakovski puis d'Armand Gatti. Avec Armand Gatti elle retrouve le TNP. Elle y joue sous sa direction sa pièce Chant public devant deux chaises électriques.
À partir de 1975, elle diversifie ses activités et se tourne vers le cinéma.
Au Théâtre de la Commune, elle crée la première salle de cinéma art et essai en banlieue, le Studio d'Aubervilliers.
En 1980, elle réalise son premier film pour le cinéma,  Juliette du côté des hommes , sélectionné au Festival de Cannes 1981 (Perspectives du cinéma français).
Entre 1983 et 2002 , elle dirige avec Jean-Patrick Lebel l'association Périphérie, Centre de création en Seine Saint Denis consacré au cinéma documentaire. Elle y crée les Rencontres du cinéma documentaire.
En 1989, elle tourne un long métrage de fiction La Fille du magicien, sorti en 1990, avec Anouk Grinberg dans le rôle-titre.
En 1993, elle fait partie des fondateurs de l'Association pour le cinéma indépendant et sa diffusion ACID  avec lesquels elle rédige le manifeste "Résister", signé par plus de cent cinéastes.
En 1998, elle tourne Monsieur contre Madame, sorti en salles en 2000, présenté au Festival de Cannes 2001 dans la sélection ACID.
En 1994, elle est vice-présidente de l’ADDOC , lieu de réflexion des cinéastes documentaristes français. C’est là qu’elle rencontre le réalisateur Patrice Chagnard. À partir de 1995, ils collaborent aux films l’un de l’autre. Ils co-réalisent depuis 2005. 
En 2007, ils réalisent avec un groupe d'amis (Evelyne Pieiller et Jacques Pieiller, Marie et Claude Guisard) Et nos rêves, réflexion collective autour de l'idéal communiste. 
Ce film, inédit au cinéma, figure en bonus sur le DVD de leur film Vedette
En 2008, leur film consacré aux demandeurs de droit d'asile en France, Les Arrivants, a été présenté dans de nombreux festivals et primé à plusieurs reprises.
En 2014, leur film Les Règles du jeu consacré à la recherche d'emploi de jeunes du Nord Pas de Calais, est présenté au Festival de Cannes 2014  dans la sélection ACID  et sélectionné dans les festivals de nombreux pays.
En 2019 leur film Nous le Peuple, consacré à la crise de la démocratie,  constitue le troisième volet, après Les arrivants et Les règles du jeu, de leur état des lieux de la France.
En 2021 ils réalisent le film "Vedette" qui raconte leur relation avec une vache dans le Val d'Hérens valaisan, sorti en salles en 2022, Sélectionné au Festival de Cannes 2021 (sélection ACID) et dans une vingtaine de festivals internationaux.

## Filmographie

### Cinéma

#### Courts métrages
- 1969 : Trente-six Heures de Philippe Haudiquet (actrice)
- 1977 : Femmes d'Aubervilliers
- 1981 : Juliette du côté des hommes (Grand Prix du cinéma du réel)
- 1982 : Lointains Boxeurs
- 1997 : L'Enfant du parking

#### Longs métrages
- 1987 : Saint-Denis roman[8]
- 1990 : La Fille du magicien (Prix Michel-Simon)
- 1993 : Bondy Nord, c'est pas la peine qu'on pleure
- 1998 : Un samedi sur deux
- 1999 : Monsieur contre Madame
- 2003: Les femmes des douze frontières
- 2007 : Et nos rêves (coréalisateur : Patrice Chagnard)
- 2010 : Les Arrivants (coréalisateur : Patrice Chagnard) (Colombe d'or Festival de Leipzig)
- 2014 :  Les Règles du jeu (coréalisateur : Patrice Chagnard) (Colombe d'or Festival de Leipzig)
- 2019 : Nous le peuple (coréalisateur : Patrice Chagnard)
- 2021 : Vedette (coréalisateur : Patrice Chagnard)